# Дорн, Герхард
Герхард Дорн (лат. Gerardus Dorneus, нем. Gerhard Dorn; около 1530, Мехелен — 1584, Франкфурт-на-Майне) — бельгийский медик, философ, переводчик, алхимик и библиофил. Последователь Парацельса.

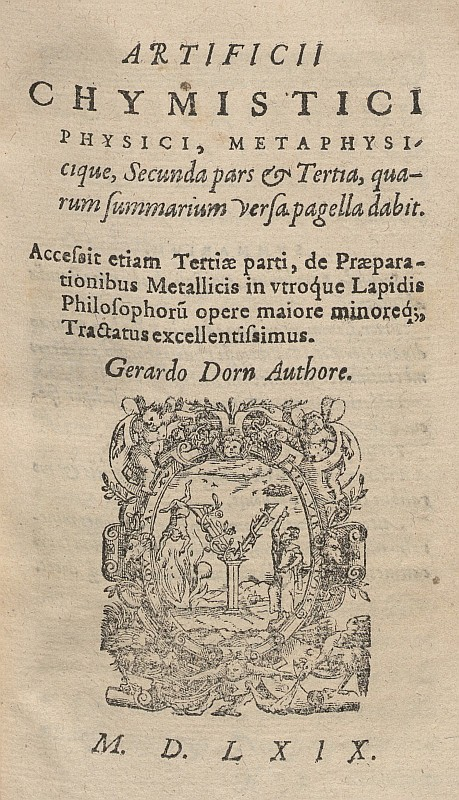

## Биография
Родился в Мехелене, на территории современной Бельгии. Детали ранней биографии практически неизвестны.
Учился у Адама фон Боденштейна, швейцарского врача и алхимика, которому посвящена его первая книга. Издавать свои книги Герхард Дорн начал примерно с 1565 года. Он использовал личный глиф Джона Ди из его книги Monas Hieroglyphica 1564 года на титульном листе своей книги Chymisticum artificium.
Вместе с фон Боденштайном, Дорн спас от уничтожения многие рукописи Парацельса и впервые опубликовал их. Он также перевёл многие из них на латынь для базельского издателя Пьетро Перны.
В 1570-х годах Дорн жил в Базеле, а в начале 1580-х годов — во Франкфурте-на-Майне, где и умер, когда ему было за пятьдесят.

## Труды
- Clavis totius Philosophiae Chymisticae, Lyons, 1567.
- Chymisticum artificium naturae, theoricum et practicum, Frankfurt, 1568.
- Artificii chymistici physici, metaphysicique, secunda pars & tertia… : accessit etiam terdiae parti De praeparationibus metallicis in vtroque lapidis… (1569)
- Aurorae Thesaurusque Philosophorum, Basel, 1577.
- De Naturae Luce Physica, Frankfurt, 1583.
- Dictionarium Paracelsi, Frankfurt, 1583.